# آکادمی نظامی (مجموعه تلویزیونی)
آکادمی نظامی (انگلیسی: Arsenal Military Academy؛‏ چینی: 烈火军校; پین‌یین: Lièhuǒ Jūnxiào) یا توپخانهٔ آکادمی نظامی یک مجموعه تلویزیونی چینی محصول سال ۲۰۱۹ به کارگردانی هو کای‌دونگ و با بازی بای لو، شو کای، توبی لی و وو جیایی است. این مجموعه داستان شیه شیانگ را روایت می‌کند که برای ورود به آکادمی نظامی، خود را به عنوان یک دانشجوی پسر با نام برادرش جا می‌زند. این مجموعه از ۶ اوت تا ۶ سپتامبر ۲۰۱۹ آی‌چی‌یی پخش شد.

## بازیگران

### اصلی
- بای لو در نقش شیه شیانگ / شیه لیانگ‌چن
- شو کای در نقش گو یان‌ژن
- توبی لی در نقش شن جون‌شان
- وو جیایی در نقش چو مانتینگ